# Dicranoloma dusenii
Dicranoloma dusenii är en bladmossart som beskrevs av Brotherus 1909. Dicranoloma dusenii ingår i släktet Dicranoloma och familjen Dicranaceae. Inga underarter finns listade i Catalogue of Life.